# Henri du Couëdic de Kerérant
Henri du Couëdic de Kerérant (1868 - 1947) est un officier général de la marine française. Il fut nommé contre-amiral en 1923 et servit dans la marine pendant la Première Guerre mondiale. Lors de cette guerre, il eut plus de quatre commandements à la mer. Il fut le commandant du Jean-Bart à la fin de la Première Guerre mondiale puis dans les Dardanelles à l'époque où eurent lieu les mutineries de la mer Noire" (1919). Malgré ses blessures, il restaura l'autorité sur son navire, le Jean-Bart, qui avait été pris par les mutins. Il est ensuite commandant du port militaire de Cherbourg, l'un des trois ports militaires français avec Toulon et Brest, puis, en 1923, secrétaire du conseil supérieur de la Marine. À partir de juin 1924, il est nommé commandant en chef de la "Division Navale du Levant" (qui couvrait la zone orientale de la mer Méditerranée, la mer de Marmara, les détroits ainsi que les mers Noire et Rouge et le golfe d'Aden).
Henri du Couëdic de Kerérant descend d'une vieille famille bretonne avec une tradition navale importante. Un de ses ancêtres était Ollivier du Couëdic de Kerdrain, secrétaire général des galères (de 1713 à 1738), pendant la Régence.
À l'époque contemporaine, son petit-fils Michel du Couëdic de Kerérant fut capitaine de vaisseau.

## Famille
Selon le généalogiste breton Henri de La Messelière, la famille du Couëdic de Kerérant est une ancienne famille bretonne. Elle est anciennement connue en pays de Léon. Au XVIe siècle, Jean Le Couëdic, sieur de Kerfury, est trésorier de la trève du Quillio, son fils, maître Alain Le Couëdic, seigneur de Kerdrain, est paroissien de Merléac, dans l'actuel département des Côtes-d'Armor. Il est apparenté aux du Couëdic du Cosquer qui portent des armes similaires (d'argent à la branche de châtaignier, chargée de huit feuilles d'azur) : plusieurs des Le Couëdic se livraient, dès le milieu du XVIIIe siècle, au commerce des toiles fines en Bretagne. Au XVIIIe siècle, sous la Régence, Olivier du Couëdic de Kerdrain, écuyer et chevalier de Saint-Louis est secrétaire général des galères. Louis-Claude-René du Couëdic, seigneur de Kerérant, sénéchal de Landivisiau, épouse en 1784, Marie-Françoise de La Bouëxière de Ruzalaron. Son fils, Léandre, grand-père de l'amiral, est entreposeur des Tabacs et son père, Léandre-Charles est chef d'escadron des Dragons.

## Biographie
Naissance le 17 avril 1868 à Fontenay-le-Comte.
Mariage en 1895 : Henri du Couëdic de Kerérant épouse Marie du Bouaÿs de la Bégassière (née le 17 mars 1901), fille de Raphaël-Marie Bouays de La Bégassière et de François-Aline-Marie Hingant de Saint-Maur[Information douteuse]. Ils ont comme enfants :
- Hervé (1899 - 1955)
- Guilhemette (1897 - 1920)

Décès le 27 février 1947, à Paris, à l'âge de 78 ans.

### Parcours académique
- 1884 École Navale
- 1er mars 1900 - canonnier
- 1er janvier 1905 - École supérieure de Marine

### Parcours militaire
- aspirant de deuxième classe 1er août 1886
- aspirant de première classe 5 octobre 1887
- enseigne de vaisseau du 5 octobre 1889
- lieutenant de vaisseau du 26 février 1895
- capitaine de frégate du 12 août 1911
- capitaine de vaisseau du 26 juin 1916

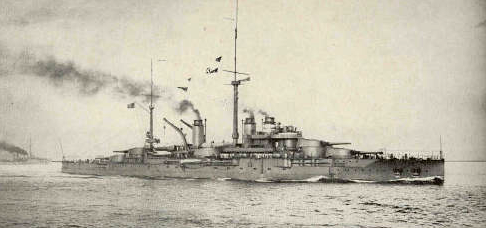
Cuirassé Jean Bart

- contre-amiral du 27 janvier 1923

### Navires et rôles

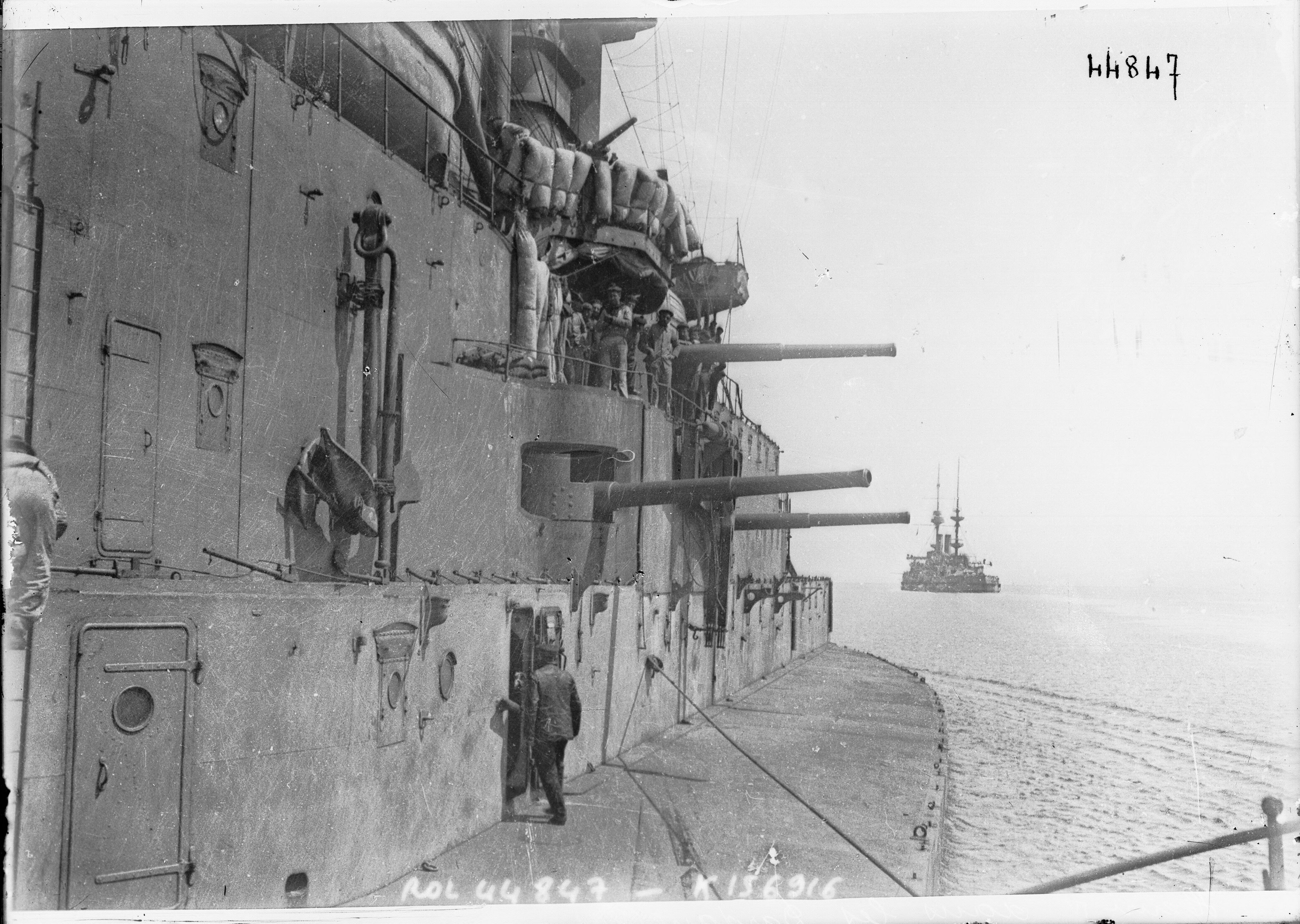
Le Henri IV dans les Dardanelles

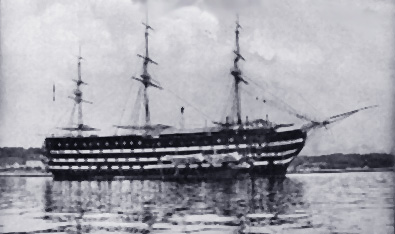

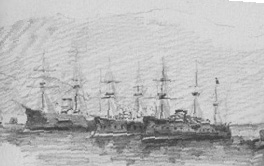
Toulon, Navires (Port de Toulon) par Henri du Couëdic

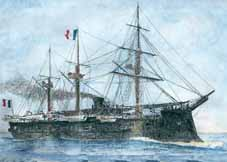
Cuirassé Marengo

- Borda, 1884 - 1886
- Iphigénie au mouillage à Gibraltar, 1886, Henri du Couëdic de KerérantIphigénie, 8 septembre 1886 - 1887

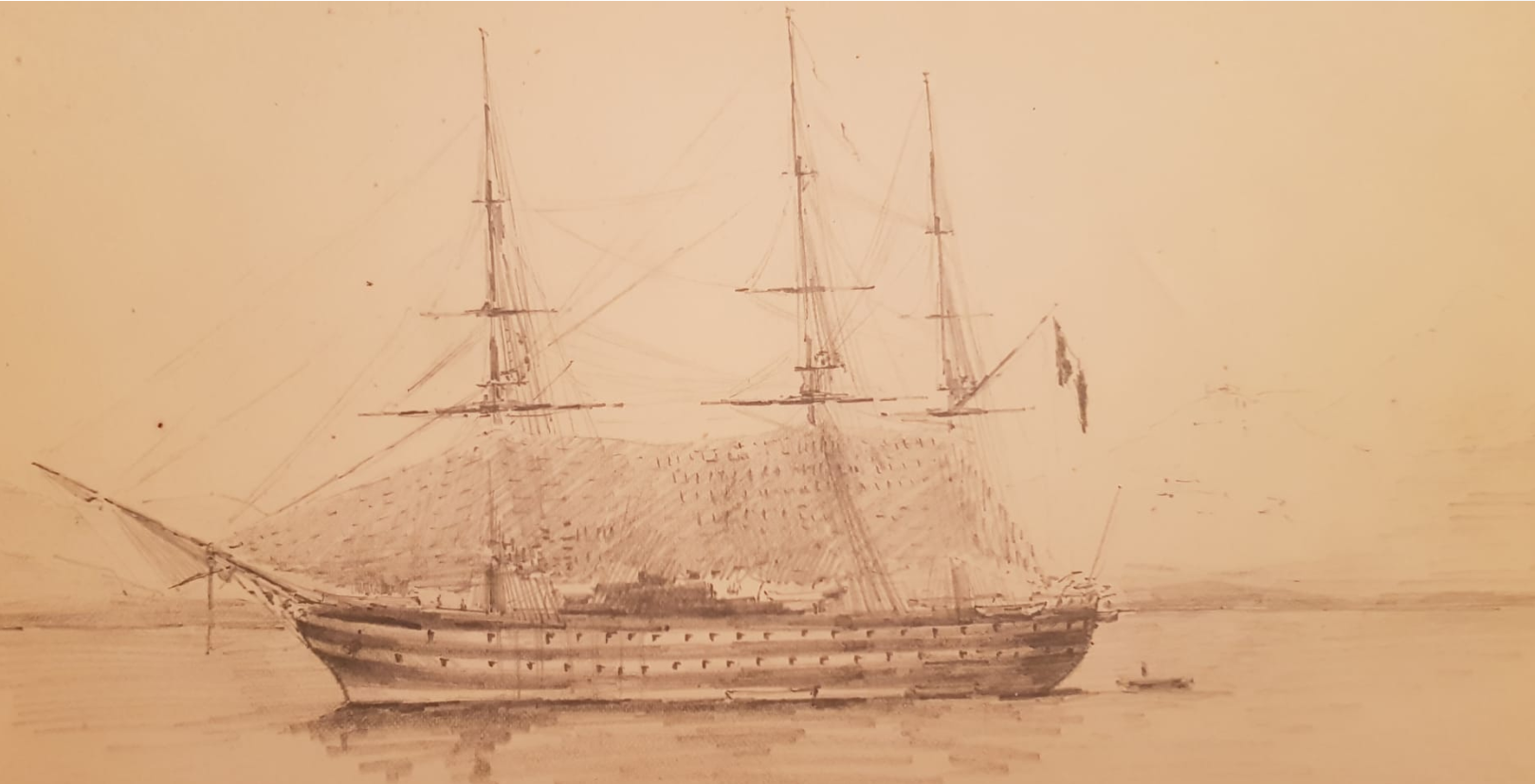
Iphigénie au mouillage à Gibraltar, 1886, Henri du Couëdic de Kerérant

- 1888 : La Minerve, (aspirant de Majorité), L'Océan, La Résolue.
- 1890 : Marengo, (cuirassé) (fusilier)
- La Drôme, 1er février 1893
- Duquesne, avril 1894 - juin 1895
- Chanzy, août 1895, novembre 1897
- Neptune, mars 1899, novembre 1900
- Premiers commandements à la mer : 1905 (breveté de l'école supérieure de marine le 1er janvier 1905) : le Chevallier, la Catapulte, l'Epée, l'Arbalète
- Bouvet, Saint Louis, Patrie - 1er décembre 1911 - 11 novembre 1913 - capitaine de frégate adjoint au chef d'état-major de la 2e Escadre (service artillerie)
- Kléber - 29 juillet 1914 - 25 juin 1915 : commandant
- Henri IV - 9 aout 1915 - 15 novembre 1915 : commandant en second
- 5e dépôt (rapatriés) - 15 novembre 1915 - 22 novembre 1915 : capitaine de frégate
- service terre - 22 -30 novembre 1915 : capitaine de frégate
- croiseur auxiliaire Champagne - 30 novembre 1915 - 26 juin 1916 : capitaine de frégate commandant
- idem - 26 juin 1916 - 22 août 1916 commandant
- 2e dépôt (rapatriés) - 22 août 1916 - 6 septembre 1916 : capitaine de vaisseau
- service à terre. 6 septembre 1916 - 15 octobre 1916 : capitaine de vaisseau
- École des chefs de quart à Lorient - 15 octobre 1916 - 30 janvier 1917 : capitaine de vaisseau directeur
- État-major général - 30 janvier 1917 - 12 juillet 1917 : chef de la 4e section
- Jules Michelet -  10 juillet 1917 - 25 mars 1918 : capitaine de vaisseau commandant
- Jean-Bart - 9 avril 1918 - 15 avril 1920 : capitaine de vaisseau commandant
- Service local de l'Int. Mme à Paris - du 15 avril 1920 au 1er juin 1920 - (résidence conditionnelle)
- Direction du port de Cherbourg - 1er octobre 1920 - 1er juillet 1922 - (résidence conditionnelle)
- Secrétariat du conseil supérieur de la Marine  1er juillet 1922 -27 janvier 1923 : capitaine de vaisseau secrétaire du CSM
- idem - 27 janvier 1923 - 17 mars 1923 : contre amiral
- Frontières maritimes du sud de la France - 4 avril 1923 - 25 juin 1924 : chef d'état-major
- Division navale du Levant - 25 juin 1924 - 2 juillet 1926 : commandeur, Division navale du Levant[1]

### Distinctions
- Commandeur de la Légion d'honneur (30 avril 1921)
- Croix de guerre 1914-1918
- Médaille commémorative de la guerre 1914-1918
- Médaille interalliée de la Victoire
- Médaille commémorative du Maroc
- Grand-croix de l'ordre du Nichan Iftikhar (Tunisie)
- Ordre du Service distingué (GB)
- Commandeur de l'ordre de Sainte-Anne de Russie

## Liens externes

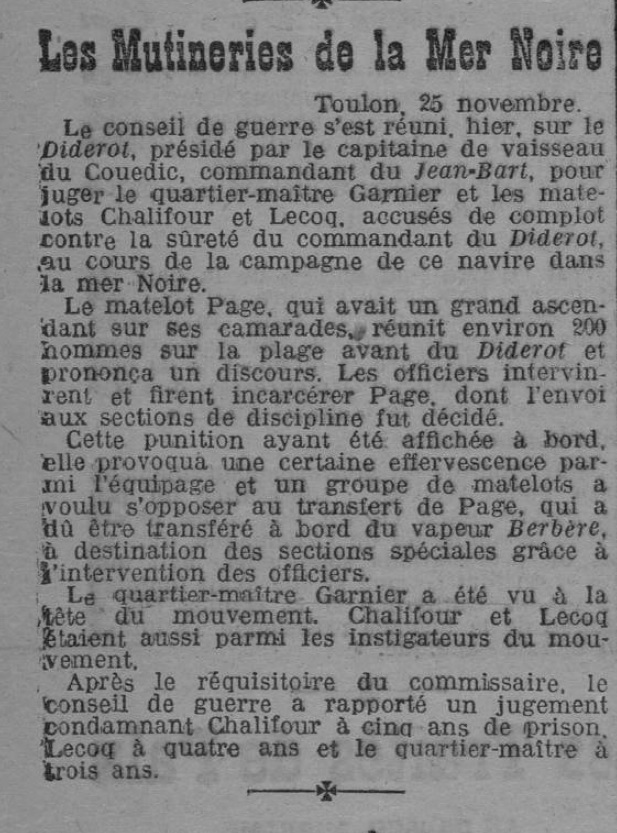
Extrait de l'Express du midi